# TransnetBW
Die TransnetBW GmbH (bis 1. März 2012 EnBW Transportnetze AG) ist ein deutscher Übertragungsnetzbetreiber. Das Unternehmen gehört mehrheitlich zum EnBW-Konzern und hat seinen Hauptsitz in Stuttgart. Die Hauptschaltleitung des Unternehmens befindet sich in Wendlingen am Neckar.

## Aktivitäten

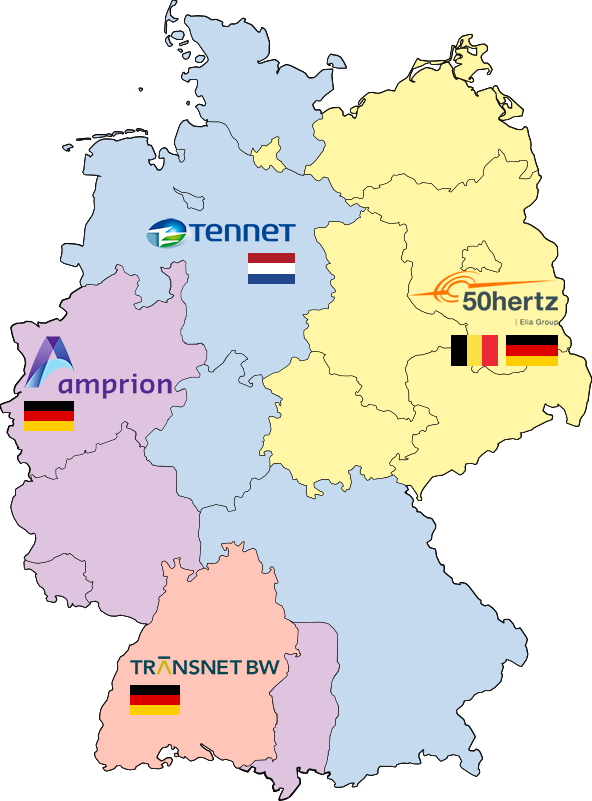
Deutsches Übertragungsnetz: Regelzonen von Amprion, Tennet, TransnetBW und 50Hertz

TransnetBW betreibt das Übertragungsnetz in Baden-Württemberg. Die Höchstspannungsleitungen (380 bzw. 220 kV) des Unternehmens sind rund 3100 km lang.
Das Höchstspannungsnetz ist über etwa 80 Transformatoren mit dem regionalen Verteilnetz (110 kV) verbunden. Über Kuppelstellen ist das TransnetBW-Netz an das nationale und europäische Verbundnetz angeschlossen.
Das Regelzonengebiet der TransnetBW grenzt innerhalb Deutschlands an die Netze von Tennet und Amprion sowie an den Landesgrenzen zu Frankreich und der Schweiz an die Gebiete der dortigen Übertragungsnetzbetreiber. Internationale Höchstspannungs-Kuppelleitungen (Interkonnektoren) der TransnetBW-Regelzone führen nach Frankreich zu Réseau de Transport d’Electricité (RTE), u. a. von Eichstetten nach Muhlbach-sur-Bruche und nach Sierentz und in die Schweiz zu Swissgrid vom Umspannwerk Kühmoos, Trossingen und Gurtweil nach Laufenburg sowie von Kühmoos nach Asphard.
TransnetBW ist eines der vier deutschen Unternehmen im Verband Europäischer Übertragungsnetzbetreiber (ENTSO-E).

## Gesellschafter
Die TransnetBW GmbH war eine 100-prozentige Tochtergesellschaft der EnBW Energie Baden-Württemberg AG. Mit der Ausgliederung in ein eigenständiges Unternehmen folgte der baden-württembergische Energieversorger den Vorgaben der Europäischen Kommission zur Entflechtung des Energiemarktes. Ziel war die wirtschaftliche Unabhängigkeit der Transportnetzbetreiber und eine Stärkung des Wettbewerbs. 2023 verkaufte die Muttergesellschaft zunächst einen Minderheitsanteil von 24,95 Prozent an die Südwest Konsortium Holding GmbH. In dem Konsortium unter Führung der SV SparkassenVersicherung sind über 30 Sparkassen, Banken, Versicherungen und Körperschaften aus Baden-Württemberg vertreten. Im November 2023 wurde die Veräußerung eines weiteren Minderheitsanteils von ebenfalls 24,95 Prozent an den Bund bekannt gegeben, der die KfW mit dem Kauf beauftragte. Der Bund hat durch daraufhin geschlossene Verträge ein Veto- und Mitspracherechte in Bezug auf die Geschäftspolitik.